# Bouleuterion
Het bouleuterion (Oudgrieks: βουλευτήριον) was het raadsgebouw in een Oudgriekse stad. Hier kwam de Boulè, of de Raad van 500, de belangrijkste instelling in een polis, bestaande uit volksvertegenwoordigers om de dagelijkse zaken te regelen, bijeen. Het woord is samengesteld met het woord bouleuoo, beraadslagen, en het suffix -terion, plaats om iets te doen. Omdat de functie van de instelling in de verschillende poleis kon verschillen, kon het een andere naam dragen: bijvoorbeeld, synedrion te Messini en Mytilini of gérontikon te Nysa. Het oudste bouleuterion in Athene was het Metroön.

## Athene
In het oude Athene kwam de Raad, die 400 en vanaf 507 v.Chr. 500 leden telde, in een raadsgebouw bijeen aan de westkant van de Agora. Het oudste bouleuterion bevond zich op de plaats van het Metroön. Dit was waarschijnlijk een vierkant gebouw van 23,3 x 23,8 m. Het plafond werd door vijf zuilen gedragen en de raadsleden zaten op houten banken. Het werd in de vijfde eeuw v.Chr. vervangen door een nieuw bouleuterion meer naar het westen met een afmeting van ca. 16 x 22 m. Hierin waren de zitplaatsen in een halfronde theatervorm aangebracht met 12 rijen boven elkaar.

## Olympia
Het bouleuterion in Olympia was het gebouw waar de Olympische Raad zijn vergaderingen hield. Het bestond uit drie delen: een vierkante ruimte in het midden, waarvan niet bekend is of hij overdekt was of een open hof, met aan weerszijden twee langwerpige ruimtes met halfronde achterkant. In de halfronde gedeeltes bevonden zich waarschijnlijk de archieven.

## Akrai (Sicilië)
Een rechthoekig gebouw nabij het theater van Akrai, het huidige Palazzolo Acreide. De fundamenten dateren uit de tweede helft van de 2e eeuw v.Chr.
Het auditorium bestaat uit rijen van stenen zitplaatsen, amfitheatrisch opgesteld en verdeeld in drie rijen voor elk 100 personen. Door een ondergrondse passage stond het auditorium in verbinding met het aanpalende theater waar de volksvergadering bijeenkwam. De architecturale verbinding tussen de twee bouwwerken en hun locatie dicht bij de Agora, suggereren een identificatie als administratief centrum van de stad. Het bouwplan van het bouleuterion volgt nauwgezet het patroon van het bouleuterion in Milete.
De overblijfselen van de rijen zitplaatsen, de fundamenten en delen van de binnenmuur zijn nog steeds zichtbaar.